# Fyrtøj
Et fyrtøj betegnede oprindeligt en lille beholder med flintesten, et stykke metal (fyrstål/ildstål) samt et letfængeligt materiale (f.eks. fyrsvamp). Ved at slå flintestenen mod metallet dannes gnister, der kan antænde fyrsvampen. Fyrtøjet blev brugt til optænding før tændstikker og lightere blev udbredte. Fyrsvamp kan fremstilles af visse skovsvampe eller kan erstattes af andre letantændelige materialer.